# 황토지
《황토지》(黃土地, Yellow Earth)는 중국에서 제작된 천카이거 감독의 1984년 드라마 영화이다. 왕학기 등이 주연으로 출연하였다. 2005년 3월 27일 제24화 홍콩 영화상 행사에서 최고의 100대 중국 영화 목록에 포함되었으며 이 영화의 순위는 4위였다.

## 출연

### 주연
- 왕학기
- 유강
- 담탁
- 설백

## 기타
- 원작자: 란커